# Chiafura
Chiafura è un antico quartiere e parco archeologico scavato nella roccia della comune di Scicli, nel Libero consorzio comunale di Ragusa, in Sicilia. 
L'area, formatasi tra l'VIII ed il X secolo, era adibita a necropoli, e fu progressivamente trasformata in abitato trogloditico nel periodo altomedievale, coincidente con la conquista araba, e occupata senza soluzione di continuità fino all'inizio degli anni 1960. L'origine del nome di Chiafura, menzionato per la prima volta nel 1684, è certamente oscura e sembra appartenere ad una denominazione topografica. L'ipotesi più plausibile, infatti, è che il nome derivi dalla corruzione di una frase, della quale l'unico elemento chiaro potrebbe essere il –fora finale, come ad indicare probabilmente “un quartiere fuori dalla città”.

## Topografia
L'abitato rupestre di Chiafura, occupando un intero fianco del colle di San Matteo, si estende dalla cresta della collina, coronata dalle fortezze del Castellaccio (torre normanna) e del Castello dei Tre Cantoni (fortificazione di probabile fondazione bizantina), fino alla sottostante valle di San Bartolomeo, un'interessante gola calcarea.

## Storia
Tra il V ed il VII secolo d.C., sul finire del periodo antico e dell'era bizantina, l'attuale area di Chiafura era adibita a necropoli. Il periodo altomedievale, coincidente con la conquista araba dell'Isola, è quello cui si devono le testimonianze più interessanti di Chiafura. 

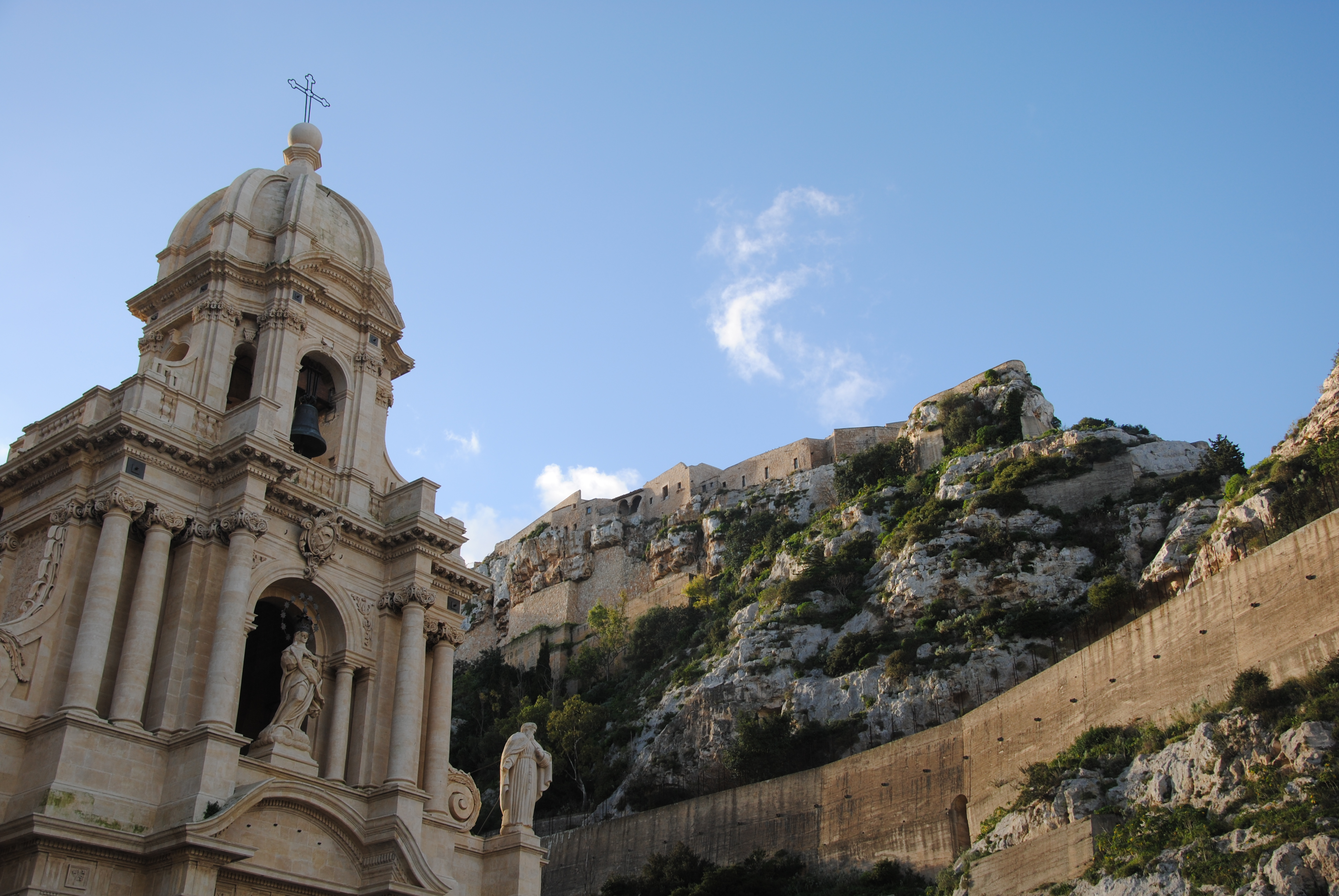
La chiesa di San Bartolomeo ed il Convento della Croce, 2013

La vera e propria nascita del quartiere urbano avvenne, infatti, tra l'VIII ed il X secolo d.C. come conseguenza del processo di incastellamento avviatosi dall'età bizantina. A causa della pericolosità delle fasce costiere, infatti, le popolazioni isolane cominciano a lasciare le città marine per insediarsi in modo stabile nell'entroterra, proprio nelle cave, creando anche delle strutture difensive di una certa importanza. Una di queste fortezze di piccole dimensioni può essere rintracciabile proprio in quella dei “Tre Cantoni”, che fu impiantata nell'attuale località di Scicli, chiamata S. Matteo, per controllare il punto di confluenza delle tre cave del torrente di Modica, di S. Maria La Nova, di S. Bartolomeo.
Dopo la conquista araba (Scicli cadde nell'864/865), le strutture difensive furono rilevate dagli invasori e riutilizzate, ma l'importanza militare di San Matteo continuò fino a quando, nel 1091, la città non passò sotto il dominio dei Normanni, e la fortezza divenne sede di un insediamento chiamato Sciclum o Scicla. Lo sviluppo del centro abitato in questo periodo probabilmente favorì il fenomeno del trogloditismo, già presente in Sicilia nell'VIII e nel IX secolo. Nonostante, infatti, tale fenomeno avesse preso piede nell'Isola con la conquista araba e l'arrivo di popolazioni dal Nordafrica, esso aumentò ulteriormente dopo la conquista normanna, probabilmente a causa dell'arrivo di immigrati da aree trogloditiche dell'Italia meridionale (Puglia, Basilicata) che trovavano nell'Isola un habitat simile a quello dell'area di origine. Probabilmente è proprio con l'arrivo di queste popolazioni nordeuropee che il sito di Chiafura comincia ad essere abitato in modo sistematico, anche se le prime testimonianze di una situazione abitativa rupestre si hanno nel XIV secolo, quando il sito viene a configurarsi come un quartiere con una fisionomia del tutto simile a quella di altri settori del paese. A partire dall'inizio del XV secolo, però, anche se in modo lento, l'abitato comincia ad estendersi a valle, nonostante i pericoli posti dal carattere torrentizio delle acque, particolarmente violento in inverno, e si assiste alla progressiva adozione dell'architettura in elevato.
In questo stesso periodo vennero costruite le seconde mura della città che controllavano l'entrata alla città bassa, mentre le prime racchiudevano il castello, la chiesa di San Matteo e le balze più alte di Chiafura. Fino ai primi secoli dell'età moderna (1500-1600) il quartiere di Chiafura riveste ancora una importanza cruciale. Nel XVIII secolo, con lo sviluppo di Scicli, l'abitato rupestre di Chiafura comincia invece a perdere importanza all'interno della gerarchia urbana tanto che alla fine del Settecento la “contrada di Chiafura”, è nota per le grotte un tempo abitate. Altre informazioni sulla situazione rupestre del tempo chiariscono che “un quinto dei cittadini di Scicli [circa 1700 persone] alloggia sul pendio di queste rocce, in grotte che risalgono alla più remota antichità”.
Nel XIX secolo, tuttavia, comincia il declino di Scicli e della zona rupestre si parla come di un quartiere “abbellito di ricchi palagi tra gli spechi cadenti ricettacolo di povera gente”. Ciò nonostante in piena epoca borbonica, l'insediamento rupestre restava ancora densamente abitato, seppur, con lo stabilimento della popolazione a valle, il sito iniziò ad essere progressivamente abbandonato. Negli anni 1920 la popolazione del quartiere si attesta intorno alle 700 anime. Le precarie condizioni igieniche e di sicurezza costrinsero l'amministrazione comunale a sfollare i residenti rimasti, che lasciarono definitivamente la località tra la fine degli anni 1950 e l'inizio degli anni 1960 per trasferirsi nelle aree periferiche, soprattutto nel Villaggio Aldisio, oggi noto come Villaggio Jungi. 

### La visita degli intellettuali nel 1959[13]
Era il 17 maggio 1959, quando a Scicli arrivò da Roma un gruppo di intellettuali, chiamati appositamente dalla locale sezione del Partito Comunista Italiano, che in quel periodo amministrava la città iblea con il sindaco, signor Giuseppe Cartia. Gli intellettuali romani, così identificati senza alcuna altra necessaria specificazione, furono invitati su sollecitazione dell'onorevole Gian Carlo Pajetta, allora uno dei leader del PCI, che qualche mese prima era stato a sua volta invitato dai suoi compagni sciclitani, per illustrare loro la delicata situazione degli "aggrottati" di Chiafura, quel lato occidentale della collina di San Matteo, dove centinaia di famiglie vivevano in condizioni identiche a quelle dei loro avi trogloditi. 
Nell'assolata piazza Municipio di Scicli arrivarono Renato Guttuso con la moglie Mimise, Carlo Levi, Pier Paolo Pasolini, Antonello Trombadori, Paolo Alatri e Maria Antonietta Macciocchi. La sezione sciclitana del PCI si prese cura delle spese e degli inviti, mentre i giovanissimi intellettuali del circolo “Vitaliano Brancati” curarono lo svolgimento della giornata, accompagnando gli intellettuali lungo l'impervio percorso fin sulla collina e poi dentro quelle “case” ricavate, chissà quante migliaia di anni fa, dal calcare duro e grigio.

## I ritrovamenti
Le notizie circa la situazione di Chiafura in epoca protostorica sono scarsissime, ed è solo ipotizzabile la presenza di necropoli “a grotticella”, attraverso un'attenta lettura di alcune abitazioni rupestri che sembrano delle riutilizzazioni medioevali e da qualche frammento, databile alla Antica Età del Bronzo (2200-1450 a.C.). Non si hanno maggiori notizie di abitazioni in epoca greca. Nonostante la certa presenza di comunità grecofone a Scicli, esse pare occupassero un sito differente da quello di Chiafura, ovvero il versante di San Bartolomeo quello opposto di Santa Maria la Nova.
Sul colle San Matteo, inoltre, abitato sin dalla antica Età del Bronzo siciliana, si registra una continuità di vita, seppur in misura minore, nell'Età del Bronzo Medio (1450-1270 a.C.), come dimostrano alcuni ritrovamenti archeologici. Le sole attestazioni che confermino una frequentazione del colle anche in questa fase sono i pochi frammenti ceramici attribuibili alla facies di Thapsos, recuperati fortuitamente in superficie lungo i pendii e sul pianoro sommitale. Altri frammenti di ceramica dipinta, datati al VII-VI secolo a.C., indiziano un ulteriore periodo di frequentazione, dopo un'apparente lacuna relativa ai periodi dell'Età del Bronzo Tarda e Finale, alla prima Età del Ferro. Prima di essere trasformata in abitato rupestre, l'area, in età bizantina, era adibita a necropoli, com'è testimoniato dalla presenza di tombe ad arcosolio, poi trasformate in abitazioni.
Una delle strutture tombali più interessanti, però, è quella di tre ipogei funerari, di Età tardo romana.
I tre ipogei, facenti parte di una consistente necropoli quasi scomparsa in seguito all'abrasione della roccia carbonatica ed ai successivi riutilizzi, soprattutto perché il sito, rientrante nel settore superiore della contrada Chiafura, fu sede dell'insediamento trogloditico arabo-normanno, sono stati localizzati a meno di cento metri dal Castellaccio, nel costone sottostante alla trazzera che lo unisce al Castelluccio. In detti ipogei è dato riconoscere le «tre grotte cimiteriali» menzionate dal Carioti. Uno, difatti, trovandosi con l'ingresso a livello del piano di campagna, è stato soggetto, oltre ai danni del tempo, all'opera di trasformazione dell'uomo, che lo ha adattato prima ad abitazione, poi a stalla od ovile. Gli altri due, pur essendo di difficile accesso, mancano della parte anteriore, scomparsa per sfaldamento.

## L'abitato rupestre
L'abitato rupestre di Chiafura si articola in balze e gradoni sul crinale del Colle di San Matteo. Le case/grotte, scavate nella roccia e costituite da uno o due vani rettangolari, di 4-5 metri di lato, sono spesso precedute da un piccolo terreno fertile che i documenti medioevali chiamano “raffo”. L'organizzazione interna di ogni grotta è rudimentale; si trova spesso un forno, dei fori scavati nella roccia, qualche nicchia per riporvi le suppellettili e, talvolta, una mangiatoia, spesso ricavata da un originario sepolcro. In alcune grotte è possibile trovare una cisterna probabilmente di origine altomedievale, mentre in situazioni abitative più “ricche” si trova un collegamento interno tra due grotte. La situazione strutturata in epoca medievale e moderna si è in seguito ampliata con la costruzione di ambienti in muratura immediatamente all'esterno dell'imbocco dell'antro. Altre volte, invece, si notano interventi di Età antica che intervenivano a qualificare l'ambiente ipogeico con la giustapposizione di locali coperti da volte a botte.

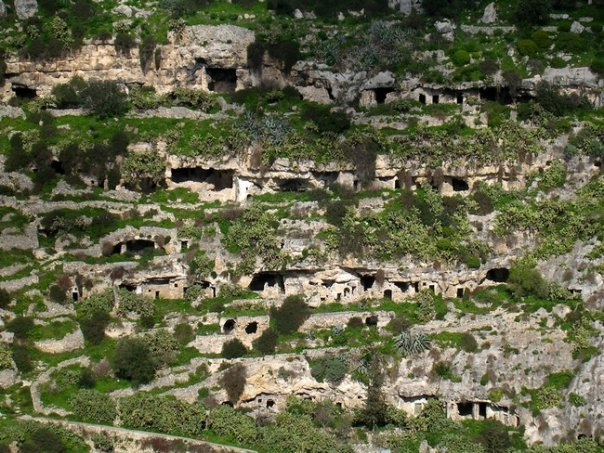
Le grotte di Chiafura, 2010

La cosiddetta città trogloditica, corrisponde ad un abitato di dimensioni considerevoli, su pareti terrazzate e speroni formati dalla confluenza di almeno due cave, spesso culminante con la costruzione di una cittadella in muratura. Particolarmente interessante è la disposizione delle grotte, spesso ad anfiteatro in luoghi soleggiati o protetti e frequentemente accoglienti interi quartieri rupestri (Chiafura a Scicli, Catena a Modica). La difesa delle città troglodite è assicurata dall'occupazione dello sperone di confluenza tra due cave, ponendosi quasi come una sorta di naturale torre di vedetta per la città retrostante. Il cosiddetto Ddieri, è tipico della Sicilia sud-orientale e corrisponde ad un insediamento scavato in una parete dirupa, con filari sovrapposti di grotte dove la viabilità orizzontale veniva assicurata da ballatoi, gallerie e cunicoli al buio, mentre quella verticale da pozzi tra le grotte stesse. Gli insediamenti con le grotte allineate su un unico filare mancanti di elementi difensivi, hanno un carattere essenzialmente aperto e sembrano essere all'origine dei tipici casali altomedioevali e normanno-svevi.

## Le testimonianze
Forse la più antica, delle poche fonti, a citare il quartiere è Antonino Carioti, al quale è attribuita anche una veduta: la veduta realistica della Scicli del XVII secolo, dalla quale risulta ben riconoscibile il quartiere di Chiafura, in cui sono visibili le mura, le vie, le porte e le abitazioni in grotta, è un disegno ad inchiostro su carta non firmato né datato. È stata reperita, assieme ad altre carte dell'arciprete sciclitano, all'interno di un gruppo di manoscritti raccolti da Vito Amico (1697-1762)
Un primo tentativo di analisi storica ed etimologica del quartiere risale invece ai primi del Novecento, grazie allo storico sciclitano Mario Pluchinotta, che individua in Chiafura il primo quartiere a sorgere fuori dalle mura della vecchia Scicli dando origine alla lenta e graduale discesa della città a valle e di cui, addirittura, azzarda una etimologia intendendola come “luogo da dove si vede un vasto orizzonte” secondo la lingua araba. Documenti preziosi per la ricostruzione del quartiere intorno alla metà del XIX secolo sono i manoscritti dello storico sciclitano Giovanni Pacetto che, nelle sue Memorie storiche della città di Scicli, redatte fra il 1855 e il 1870, descrive in modo molto dettagliato l'abitato rupestre di Scicli e in particolare di Chiafura. Le grotte, secondo lo storico, sono “incavate le une sopra le altre, cominciando (nel lato di Chiafura) quasi dalle radici della Collina sino alla sommità della stessa, ed offrono una varia dimensione: osservandosi nelle medesime tracce di stalle e di anelli per legarsi gli animali, finestre e rialti per servir di letto: scorgendosi in tutte il travaglio dell'uomo; colla differenza che le grandi Grotte servirono di abitazione e le piccole di tombe”. Infine, quasi ad indicare le potenzialità “turistiche” del sito, il Pacetto conclude la descrizione osservando che “se le nostre grotte fossero state visitate da quei medesimi viaggiatori che hanno osservato le altre Grotte del Val di Noto (intendo accennare al Principe di Biscari, il chiarissimo Munter, l'erudito Sayve ed altri oltremontani viaggiatori) certo che le grotte di Scicli si fossero acquistata l'uguale celebrità”.
Specchio di una realtà insediativa precaria, anche dal punto di vista igienico-sanitario, è la relazione del 1888, volta al risanamento di Scicli, dovuta all'ingegnere Filadelfo Fichera. Da essa risulta che i quartieri sulla roccia e sul conglomerato fossero più “salubri” rispetto a quelli sull'argilla, dall'altro che la via di accesso a Chiafura era ancora, alla fine dell'Ottocento, una delle arterie principali della città.
Dell'antico quartiere ne parlano, tra gli altri, Gesualdo Bufalino ed Elio Vittorini.